# Владислав Геліодор Гуминський
Владислав Геліодор Гуминський (пол. Władysław Heliodor Gumiński, 1822—1823, Варшава — 1898, Варшава) — польський живописець, графік, реставратор і літограф. Педагог.

## Біографія
Навчався в Яна Фелікса Пиварського та в приватній школі живопису й малюнка О. Кокулара, пізніше навчався живопису у Відні.
Після завершення навчання здійснив подорож Італією, Швейцарією, Францією та Німеччиною. Повернувшись на батьківщину, оселився у Варшаві, де організував реставраційну майстерню.
Вважався одним із найталановитіших реставраторів свого часу. Брав активну участь у художньому житті польської столиці. У 1860—1887 рр. регулярно викладав свої роботи на художніх виставках у Варшаві.
В. Гуминський — один із піонерів живопису на відкритому повітрі в Польщі.
Викладав малювання в школах Варшави.
Його роботи показують вплив першого вчителя Яна Фелікса Пиварського.
Похований на Повонзківському цвинтарі.